# CM-21
CM-21 — тайваньская боевая бронированная машина, разработанная и производимая Центром разработки бронетехники Китайской Республики на базе американского бронетранспортёра M113.
Первый прототип был изготовлен в 1979 году, а официально поступил на вооружение в 1982 году и используется по сей день. Было изготовлено более 1000 единиц и ещё несколько различных модификаций.

## История
В конце 1967 года США и Китайская Республика (Тайвань) подписали Программу капитального ремонта третьих стран и начали ремонтировать американскую военную технику во Вьетнаме вплоть до окончания войны во Вьетнаме. Это позволило Тайваню накопить опыт в капитальном ремонте, сварке, производстве деталей, сборке транспортных средств и испытаниях бронетранспортёра M113. В 1975 году Объединённое командование логистики реализовало «Программу Вань Чэн» (萬乘計劃) по производству внутри страны трех каркасов M113 с использованием пластин из алюминиевого сплава, произведённых Тайваньской алюминиевой корпорацией (сегодня известной как Китайская сталелитейная алюминиевая корпорация).
Wan Cheng 1 был копией самоходного миномёта M106, но 4,2-дюймовый нарезной миномёт был заменён на более крупный 120-мм гладкоствольный миномёт Type 63, Данная инновация впоследствии превратилась в CM-22. 
Wan Cheng 2 — это попытка создать лёгкий танк путем перемещения двигателя назад и опускания передней половины корпуса для установки башни от танка M24 Чаффи, при этом сохраняя машину не перегруженной в верхней части. 
На Wan Cheng 3 была установлена реактивная система залпового огня (РСЗО) «Worker Bees IV MLRS» (工蜂四型多管火箭). Позднее РСЗО была установлена ещё на шести M113 американского производства (не связанный с этим проект Wan Cheng 4 включал один танк M48A1, переоборудованный в M48A5).
Программа «Вань Чэн» заложила прочную основу для проектирования, производства и разработки бронемашины CM-21.

## Конструкция
Стандартная версия CM-21 представляет собой бронетранспортёр (БТР), способный перевозить до 12 человек. Во многом аналогичен базовому M113 и унаследовал тот же двигатель и трансмиссию от исходной конструкции, но сварная броня корпуса из алюминиевого сплава дополнительно усилена разнесённой броней спереди и по бортам, а полость внутри разнесенной брони заполнена полиуретаном для поглощения энергии входящих снарядов.
В целом CM-21 лучше защищен, чем M113, но при этом на 400 кг тяжелее и имеет немного меньшую мобильность.
По бортам имеются две бойницы и ещё одна в корме. Таким образом, в передней части салона солдаты сидят лицом к лицу, а в задней — спиной к спине. CM-21 обладает плавучестью, что означает, что он способен преодолевать водные преграды глубиной до 1,5 м без специальной подготовки. Для опускания переднего борта включаются два водяных насоса. В воде он приводится в движение гусеницами.
Как и M113, CM-21 может иметь внешние топливные баки, установленные сзади. Основное вооружение — один пулемёт M2 Browning или автоматический станковый гранатомёт Mk 19, а также счетверённые дымовые гранатометы по обеим сторонам передней части. CM-21 способен одновременно нести M2 и Mk 19 с помощью двухорудийной установки.

## Варианты

### СМ-21

#### СМ-21А1
В настоящее время на вооружении находится вариант CM-21A1. CM-21 по-прежнему остаётся базовым бронетранспортёром и не может быть модернизирован до боевой машины пехоты CM-21A2. Кроме того, с появлением колёсной бронированной машины CM-32 маловероятно, что CM-21A1 получит модернизацию.

#### СМ-21А2
CM-21A2 — модифицированная версия CM-21A1, вдохновлённая американским M113A2. Воздухозаборник двигателя был модифицирован для забора воздуха изнутри машины, а не для использования отработавших газов, что снижает эффективность работы экипажа в бою. Боковая броня также заменена сетчатой бронёй для защиты машины от противотанкового оружия с кумулятивными зарядами.
Предполагается, что CM-21A2 будет модернизирован непосредственно в боевую машину пехоты и будет испытан с французской орудийной башней GIAT Dragar 25, но она не была принята; для испытаний использовалась простая командирская башня.

### Самоходный миномёт СМ-22
CM-22 — это вариант CM-21 со 107/120-мм миномётом, очень похожий на американский М106. CM-22 был разработан в 1987 году и производился до 1999 года. Боеукладка отличается от M106 в поздней версии CM-22, как и другие детали от CM-21, такие как фары.
Пассажирский отсек модифицирован для установки миномёта, убраны бойницы и разнесённая броня. Внешний вид CM-22 в основном такой же, как у M106.

### Самоходный миномёт СМ-23
CM-23 — это вариант CM-22 с 81-мм миномётом, идентичный американскому М125.

### Самоходный ПТРК CM-25
CM-25 — это вариант CM-21 с установленным ПТРК TOW. В CM-25 имеется модифицированный пассажирский отсек для хранения ракет TOW, а счетверённая установка дымовых гранатомётов заменена на тройную. Также были убраны бойницы для стрельбы и увеличена площадь разнесенной брони, однако защита CM-25 не стала сильнее. CM-25 используется только Корпусом морской пехоты Китайской Республики, в то время как армия Китайской Республики все ещё использует M113A1 TOW. Разнесённая броня CM-25 заполнена полистиролом для повышения плавучести при проведении десантных операций Корпуса морской пехоты.

### Командно-штабная машина CM-26
CM-26 — это командно-штабная машина, созданная на базе CM-22 и похожая на американскую M577.
- CM-21A1 (вид спереди)
- CM-21A1 (вид сбоку)
- CM-21A1 (вид сбоку-сзади)
- CM-21A1 во время учений
- Интерьер кабины CM-21A1
- СМ-23
- Миномёт М29 внутри СМ-23
- СМ-24
- СМ-24
- СМ-24
- СМ-25
- СМ-26
- Интерьер CM-26
- СМ-27
- СМ-27
- СМ-27
- M60A3 TTS и CM-21As поднимаются по склонам